# 费德里克·贝索内
費德里科·比施桑尼·盧納（西班牙語：Federico Bessone Luna，1984年1月23日—），簡稱費德里科·比施桑尼，他亦被稱為費迪·比施桑尼，是一名阿根廷足球運動員，司職左閘，現效力英甲球會史雲頓。

## 球會
2003年，生於科爾多瓦的比施桑尼在巴塞隆拿B隊展開其足球生涯，與阿根廷同胞利昂內爾·美斯為隊友關係。其後，他離開巴塞隆拿加盟加泰隆尼亞競爭對手愛斯賓奴B隊，並且曾被球會外借至西乙球會，同樣是位於加泰隆尼亞的塔拉戈納。
史雲斯
2008年6月，時任史雲斯領隊羅拔圖·馬天尼斯以自由轉會的形式從愛斯賓奴買入比施桑尼。他持有意大利護照，因此並不須要取得工作證。2009年11月20日，他在以1-0的比分擊敗打比郡的賽事中攻入其處子入球，協助史雲斯在英冠位列第三名，這是球會近26年以來的最高排名。他在對競爭對手卡迪夫城的賽事中正選上陣，還在賽後獲選該場賽事最佳球員。
在一番使人深刻的表現後，比施桑尼在新領隊保羅·蘇沙麾下備受傷患困擾，他僅在聯賽上陣了22次，球會最終取得第七名，以一分之差落後黑池而失去了附加賽的資格，黑池則最終升班英超。2009/10球季結束後，他獲史雲斯提供新約，但他拒絕並對加盟列斯聯感興趣。
列斯聯
2010年6月16日，比施桑尼加盟列斯聯並簽訂三年合約，成為球會夏天第四位買入的球員。時任列斯聯領隊西蒙·加利臣說：「我自上年便已經留意到他，他控球揮灑自如，是一宗非常好的收購。」他的隊友阿根廷同胞路西安奴·比治奧亦曾在巴塞隆拿的青訓系統中效力。
2011年1月31日，比施桑尼被球會外借至查爾頓，直至球季結束。

## 外部連結
- （英文）足球数据库：费德里克·贝索内的球员统计数据